# Tachinus lignorum
Tachinus lignorum är en skalbaggsart som först beskrevs av Carl von Linné 1758.  Tachinus lignorum ingår i släktet Tachinus, och familjen kortvingar. Arten är reproducerande i Sverige.